# Farlow Herbarium of Cryptogamic Botany
Das Farlow Herbarium of Cryptogamic Botany (deutsch Farlow-Herbarium der Kryptogamen) an der Harvard University umfasst über 1,4 Mio. Objekte. Es enthält sowohl Herbarbelege, davon 75.000 Typusexemplare, als auch die privaten Bibliotheken der Spender.
Die Sammlung wurde 1919 durch den Nachlass von William Gilson Farlow begründet. Später erhielt sie auch die wissenschaftlichen Nachlässe von Edwin Bunting Bartram (Moose), Edward Angus Burt (Pilze), Roland Thaxter (Pilze), Edward Tuckerman (Pilze) und Carroll William Dodge (Flechten).